# Diana Basho
Diana Basho (5 de desembre de 2000) és una nedadora albanesa. Va competir en els 200 metres lliure femení al Campionat Mundial d'Esports Aquàtics de 2017.